# Taddart (Al Haouz)
Ne pas confondre avec la commune rurale marocaine de Taddart, dans la province de Guercif et la région de Taza-Al Hoceïma-Taounate.
Taddart (en arabe : تادرت), ou Taddert, est un douar de la commune rurale marocaine de Zerkten, dans la province d'Al Haouz et la région de Marrakech-Tensift-Al Haouz. Son nom signifie « maison » en berbère, langue majoritaire dans la région.

## Géographie
Taddart est situé à 96 km de Marrakech, sur la route vers Ouarzazate, dans les montagnes du Haut Atlas, à 1 900 m d'altitude, près du col du Tichka. Ses coordonnées géographiques sont : 31° 22′ 20″ N, 7° 23′ 25″ O.

## Population et société
Taddart est doté d'un dispensaire et d'un établissement d'enseignement public préscolaire moderne et primaire général,. L'Association du village de Taddert pour le développement (AVTPD), créée en 2000, s'y occupe de la scolarisation des enfants de moins de 6 ans, de projets pour le développement commun des habitants et y dispose d'un atelier de tissage pour les femmes. L'auberge des Noyers s'y trouve implantée depuis l'époque du Protectorat ; une plaque de 1939, toujours visible, témoigne de son passé de relais gastronomique.